# Secularismo
O secularismo é o princípio da separação entre instituições governamentais e instituições religiosas. Em certo sentido, o secularismo pode afirmar o direito de ser livre do jugo do ensinamento religioso, bem como o direito à liberdade da imposição governamental de uma religião sobre o povo dentro de um estado que é neutro em matéria de crença. Em outro sentido, refere-se à visão de que as atividades humanas e as decisões, especialmente as políticas, devem ser imparciais em relação à influência religiosa. Alguns estudiosos argumentam que a própria ideia do secularismo tende a mudar.
O secularismo desenha suas raízes intelectuais em filósofos gregos e romanos, como Marco Aurélio e Epicuro, polímatas medievais muçulmanos, como Averróis, pensadores iluministas, como Denis Diderot, Voltaire, Bento de Espinoza, John Locke, James Madison, Thomas Jefferson e Thomas Paine e livres-pensadores modernos, agnósticos e ateus, como Bertrand Russell e Robert Ingersoll.
Os propósitos e argumentos em apoio ao secularismo variam amplamente. No laicismo europeu, tem-se argumentado que o secularismo é um movimento em direção à modernização, longe de valores religiosos tradicionais (também conhecido como "secularização"). Este tipo de secularismo, em nível social ou filosófico, tem frequentemente ocorrido, mantendo-se uma igreja oficial do Estado ou apoiando oficialmente uma religião. Nos Estados Unidos, alguns argumentam que o Estado secular tem servido, em uma maior medida, para proteger a religião da interferência governamental, enquanto o secularismo em um nível social é menos prevalente. Diferentes países, bem como diferentes movimentos políticos, apoiam o secularismo por razões variadas.
Segundo o sociólogo Boaventura de Sousa Santos, atualmente é feita a distinção entre secularismo e secularidade. Secularismo, segundo ele, é mais radical. Implica restringir a religião ao espaço privado exclusivamente. Já a secularidade supõe a permissão das expressões religiosas no espaço público como afirmação da própria liberdade de todos os cidadãos.